# Dycladia
Genre
Dycladia est un genre de lépidoptères (papillons) américains de la famille des Erebidae et de la sous-famille des Arctiinae.

## Systématique
Le genre Dycladia a été créé en 1874 par l'entomologiste autrichien Rudolf Felder (1842–1871). 

## Liste des espèces
Selon FUNET Tree of Life (28 octobre 2020) :
- Dycladia basimacula Schaus, 1924
- Dycladia correbioides Felder, 1874
- Dycladia lucetius (Stoll, [1781])
- Dycladia lydia Druce, 1900
- Dycladia mamha Dyar, 1914
- Dycladia marmana Schaus, 1924
- Dycladia melaena Hampson, 1898
- Dycladia transacta (Walker, 1856)
- Dycladia vitrina (Rothschild, 1911)
- Dycladia xanthobasis Hampson, 1909